# 11e cérémonie des David di Donatello
La 11e cérémonie des David di Donatello s'est déroulée le 30 juillet 1966. 

## Palmarès
- Meilleur acteur :
  - Alberto Sordi pour Fumo di Londra
- Meilleur acteur étranger :
  - Richard Burton pour L'Espion qui venait du froid
- Meilleure actrice :
  - Giulietta Masina pour Juliette des esprits
- Meilleure actrice étrangère :
  - Julie Andrews pour La Mélodie du bonheur
- Meilleur réalisateur :
  - Alessandro Blasetti pour Moi, moi, moi et les autres ex æquo avec
  - Pietro Germi pour Belles dames, vilains messieurs
- Meilleur réalisateur étranger :
  - John Huston pour La Bible
- Meilleur producteur :
  - Dino De Laurentiis pour La Bible ex æquo avec
  - Robert Haggiag et Pietro Germi pour Belles dames, vilains messieurs ex æquo avec
  - Rizzoli Film pour Adieu Afrique
- Meilleur producteur étranger :
  - 20th Century Fox pour L'Extase et l'Agonie

- Plaque d'or :
  - Rosanna Schiaffino pour La Mandragore
  - Lana Turner pour Madame X
  - Giuseppe Rotunno pour La Bible
  - Vincenzo Labella pour Prologue: The Artist Who Did Not Want to Paint
  - Mario Chiari pour La Bible